# كريس غاردنر (لاعب كرة قاعدة)
كريس غاردنر (بالإنجليزية: Chris Gardner)‏ هو لاعب كرة قاعدة أمريكي، ولد في 30 مارس 1969 في لونغ بيتش في الولايات المتحدة.

## وصلات خارجية
- كريس غاردنر على موقعبيزبول رفرنس.كوم (الدوري الرئيسي) (الإنجليزية)